# Художественный музей Лиллехаммера
Художественный музей в Лиллехаммере (норв. Lillehammer Kunstmuseum) — художественная галерея в норвежском городе Лиллехаммер, основанная в 1921 году как дар городу от местного предпринимателя Эйнара Лунде; музейный фонд состоит из трёх основных коллекция: первое собрание включает в себя более сотни картин от учеников школы Матисса; в 1958 году антиквар Оскар Йоханнесен пожертвовал музею свою коллекцию работ XIX века; а в 2008 году Джон Доблуг пожертвовал музею большую части своей коллекции — включая 159 произведений современного искусства, созданных к 1980-х и 90-х годах.

## История и описание
Художественный музей был основан в Лиллехаммере в 1921 году; первой музейной коллекцией стало собрание местного торговца Эйнара Лунде, который в том же году подарил властям города более ста картин. В 1958 году торговец антиквариатом из Осло Оскар Йоханнессен пожертвовал музею всю свою коллекцию картин XIX века, ставшую второй частью собрания. В начале девяностых годов музей был реорганизован и 1 апреля 1994 года был создан некоммерческий фонд «Lillehammer bys malerisamling». Весной 2009 года юрист и галерист из Осло Джон Доблуг (род. 1945) пожертвовал основную часть своей коллекции музею, передав ему в общей сложности 159 работ; так в музее появилось собрание норвежских и иностранных художников второй половины XX века.
Сегодня постоянная коллекция содержит картины и рисунки Юхана Кристиана Даля, Ганса Гуде, Адольфа Тидеманда, Эрика Веренскиольда, Эйлифа Петерссена, Кристиана Крога, Фрица Таулова, Эдварда Мунка, Кристен Холбо, Торвальда Эрихсена и Ларса Йорда. Более старая часть коллекции — картины Лунде и Йоханнесена — размещена в основном в здании из бетона, спроектированном норвежским архитектором Эрлингом Виксё (1910—1971); строительство было завершено в 1963 году. В 1994 году, в преддверии Олимпиады, у музея появилось второе здание, построенное по проекту архитектурного бюро «Snøhetta»; одновременно, первый корпус был отремонтирован, а его входная зона была перенесена в новое здание; скульптор Бор Брейвик (1948—2016) в тот же период спроектировал свой «искусственный сад» при музее.
22 августа 2008 года Лиллехаммерский художественный музей был назван норвежским «Музеем года» — впервые в истории, награда была вручена художественному музею. В качестве обоснования награждения жюри отметило, что в музее «представлены как исторические выставки, так и современное искусство», кроме того — что «выставки хорошо продуманы и отличаются высоким качеством». 31 января 2016 года у галереи открылось новое крыло, в котором разместился и зал Якоба Вайдемана (1923—2001); данное расширение также было разработано бюро «Snøhetta».